# Santa Maria de Palautordera (kommun)
Santa Maria de Palautordera är en kommun i Spanien.   Den ligger i provinsen Província de Barcelona och regionen Katalonien, i den östra delen av landet, 500 km öster om huvudstaden Madrid. Antalet invånare är 9 196. Arean är 17,1 kvadratkilometer. Santa Maria de Palautordera gränsar till Fogars de Montclús, Sant Celoni, Vallgorguina, Llinars del Vallès, Sant Pere de Vilamajor, Sant Esteve de Palautordera och Vilalba Sasserra. 
Terrängen i Santa Maria de Palautordera är platt.